# Pseudamnicola beckmanni
Pseudamnicola beckmanni е вид охлюв от семейство Hydrobiidae.

## Разпространение
Този вид е разпространен в Испания (Балеарски острови).